# Bobby Gustafson
Bobby Gustafson, pseudonimo di Robert Wayne Gustafson (Staten Island, 1965), è un musicista e cantautore statunitense.

## Biografia
È noto per essere l'ex chitarrista della band trash metal Overkill dal 1982 fino alla sua separazione dal gruppo nel 1990.
Si era unito agli Overkill all'età di 17 anni dopo un'audizione, quando la band suonava ancora solo cover, proveniente dalla band The Dropouts.
E stato un membro chiave del quartetto degli Overkill, essendo stato anche compositore dall'album della band Feel the Fire nel 1985 con l'album originale The Years of Decay del 1989.
Dopo l'uscita del secondo album degli Overkill chiamato Taking Over del 1987, Gustafson fu contattato dal co-fondatore e leader della band dei Megadeth Dave Mustaine per unirsi alla sua band, a seguito di problemi con la loro formazione in quel momento.
Tuttavia Gustavoson rifuitò la proposta, ritenendo gli Overkill una band in ascesa.
Subito dopo la rottura con Overkill, Gustafson è andato in tour con i Cycle Sluts in Europa.
In seguito cercò di collaborare con il batterista degli Exodus Tom Hunting.

### Abbandono della musica
Nel 1996 ha suonato nell'album di Shadow of Doubt della band industrial metal Skrew, sostituendo il chitarrista per la registrazione dell'album stesso.
Si e poi trasferito in Florida lasciando così il mondo della musica per un po' di tempo.

### Ritorno dal 2003
Dal 2003 Gustafson tornò nell'industria musicale unendosi alla nuova band Response Negative con sede in Florida, pubblicando due album con il soprannome di Satans Taint: Axe to the Head of My Enemies nel 2017 e Destruction Ritual nel 2019.
Il 27 gennaio del 2020, è stato annunciato che Bobby Gustafson avrebbe sostituito temporaneamente Ray Vegas nei Vio-lence.
Fu poi confermato come membro ufficiale (permanente) della nuova band ed è apparso nella loro prima canzone dopo una pause di più di vent'anni California über alles, cover dei Dead Kennedys.
Gustafson appare anche nell'EP della band del 2022 Let the World Burn.